# Шмид, Густав Карлович
Гу́став (Михаил) Ка́рлович Шмид (1852—1909) — русский морской офицер и общественный деятель, член III Государственной думы от Минской губернии.

## Биография
Православный. Дворянин.
По окончании Морского училища в 1871 году был зачислен гардемарином в 6-й флотский экипаж. В 1871—1877 годах плавал за границей. В чине лейтенанта участвовал в русско-турецкой войне 1877—1878 годов. Затем был переведен в Гвардейский экипаж. После войны окончил Морские офицерские классы. В 1887 году был произведен в капитаны 2-го ранга, служил старшим офицером на броненосце «Единорог». В 1889 году продал германскому шпиону подложные схемы кронштадтских минных полей. Через год был осужден «за тайные сношения с иностранными правительствами и недонесение об умышлявшемся открытии государственной тайны», лишен прав и чинов и сослан на поселение в Иркутскую губернию.
В 1896 году был освобожден от ссылки, был заведующим ремонтом судов по рекам Западной Сибири, на постройке Сибирской железной дороги и заведовал работами по урегулированию фарватера реки Чулым. Затем служил на железных дорогах. Высочайшим повелением был восстановлен в дворянском достоинстве, чинах и всех правах, утраченных по суду. Перед избранием в Думу служил коммерческим ревизором на Либаво-Роменской железной дороге.
Основал Минский губернский отдел Союза 17 октября, был товарищем председателя отдела. Был членом-учредителем Русского окраинного союза. Занимался публицистикой. Сотрудничал в «Белорусском вестнике», совместно с И. У. Здановичем основал газету «Минская речь».
На выборах в III Государственную думу был товарищем председателя Русского выборного комитета. Был избран в Думу съездом городских избирателей. С подачи проигравших польских выборщиков в прессе началась кампания с требованием изгнать «шпиона» из Думы. Сам Шмид был исключен из фракции октябристов до решения общего собрания Думы. Оставшись беспартийным, участвовал в работе Крестьянской группы, принял деятельное участие в разработке законопроекта «О запрещении продажи частновладельческих земель не иначе как посредством земельных банков», сохранявшего конкурентоспособность крестьян при покупке земли. 5 февраля 1908 года постановлением Государственной думы выборы Шмида были признаны неправильными.
Был членом Совета Минского братства Святого Креста. В ноябре 1908 был избран в Совет Минского отдела Русского окраинного общества, а в мае 1909 — гласным Минской городской думы. В том же году участвовал в Окраинном съезде в Санкт-Петербурге и съезде русских людей в Москве. С осени 1909 возглавлял Минское Главное агентство страхового общества «Волга».
Умер в 1909 году от аневризмы аорты. Похоронен на Сторожевском кладбище в Минске.